# Carlos Quinchara
Carlos Javier Quinchara Forero (Bogotá, 27 de junho de 1988) é um triatleta profissional colombiano.
Carlos Quinchara representou seu país nas Olimpíadas de 2012 ficando em 42.º.